# Op me life
Op me life is een lied van de Marokkaans-Nederlandse rapper Ismo in samenwerking met de Nederlandse rapper Nass. Het werd in 2022 als single uitgebracht.

## Achtergrond
Op me life is geschreven door Anass Ouali, Ismail Houllich en Marwan El Bachiri en geproduceerd door MB. Het is een nummer dat past in het genre nederhop en trap. In het lied rappen de artiesten over hun routes naar succes en hun verdere ambities. 
Het is niet de eerste keer dat de twee artiesten met elkaar samenwerken. Zij deden dit eerder al op Snap, Combos en Te laat. Ze herhaalden de samenwerking nogmaals op Ik kom naar je toe.

## Hitnoteringen
De artiesten hadden bescheiden succes met het lied in Nederland. Het stond op de 95e plaats van de Single Top 100 in de enige week dat het in deze hitlijst te vinden was. De Top 40 en haar Tipparade werden niet bereikt.